# Estação Ferroviária de Lucala
Lucala, antigamente Lucalla, é uma interface ferroviária no Caminho de Ferro de Luanda que serve a localidade de Lucala, na província de Cuanza Norte, em Angola.

## Serviços
A interface é servida por comboios de longo curso no trajeto Musseques–Malanje.